# Meriç
Meriç là một huyện thuộc tỉnh Edirne, Thổ Nhĩ Kỳ. Huyện có diện tích 372 km² và dân số thời điểm năm 2007 là 16959 người, mật độ 46 người/km².